# Liste der Kulturdenkmale in Clennen
In der Liste der Kulturdenkmale in Clennen sind die Kulturdenkmale des Leisniger Ortsteils Clennen verzeichnet, die bis Mai 2023 vom Landesamt für Denkmalpflege Sachsen erfasst wurden (ohne archäologische Kulturdenkmale). Die Anmerkungen sind zu beachten.
Diese Aufzählung ist eine Teilmenge der Liste der Kulturdenkmale in Leisnig.

## Clennen
| Bild                                    | Bezeichnung                                                                       | Lage              | Datierung                 | Beschreibung | ID       |
| --------------------------------------- | --------------------------------------------------------------------------------- | ----------------- | ------------------------- | --- | -------- |
| Direkt Bild zu diesem Denkmal hochladen | Brücke                                                                            | Clennen (Karte)   | 19. Jahrhundert           | Bruchsteinerne Bogenbrücke über den Dorfbach, Zeugnis ländlichen Bauhandwerks, baugeschichtlich von Bedeutung. Traditionelle Steinbogenbrücke mit geradem Fahrbahnverlauf, vermutlich um 1800 erbaut, in gutem Originalzustand. | 09208138 |
| Direkt Bild zu diesem Denkmal hochladen | Wohnstallhaus, Seitengebäude und zwei Pfeiler der Toreinfahrt eines Dreiseithofes | Clennen 2 (Karte) | 1. Hälfte 19. Jahrhundert | Intakte Hofstruktur zum Teil mit Fachwerk-Gebäuden, Bestandteil der alten Dorfstruktur. Authentisch erhaltener Bauernhof mit Wohn- und Wirtschaftsgebäuden aus dem 19. Jahrhundert. - Wohnstallhaus: massiv, zweigeschossig, Steingewände original, Satteldach, - Scheune: zum Teil Fachwerk, zum Teil Bruchstein und Ziegel, stark überformt - Seitengebäude: Erdgeschoss massiv, Obergeschoss Fachwerk, Lehmausfachung, Satteldach, zum Erfassungszeitpunkt mit Mitteldrehflügelfenstern im Obergeschoss. - Bei der Einfahrt blieben zwei massive Zaunspfeiler erhalten. Das Ensemble dokumentiert anschaulich die Lebens- und Wirtschaftsbedingungen eines Bauernhofes des 19. Jahrhunderts sowie das Bauhandwerk der gleichen Zeit, woraus sich dessen sozial- und baugeschichtliche Bedeutung ableitet. | 09208140 |
| Direkt Bild zu diesem Denkmal hochladen | Wohnstallhaus, Stallseitengebäude, Seitengebäude und Scheune eines Vierseithofes  | Clennen 3 (Karte) | Bezeichnet mit 1851       | Besterhaltener Hof des Dorfes, imposante Vierseitanlage mit weitestgehend originalen Fachwerk-Gebäuden. Besterhaltener Bauernhof des Dorfes mit Wohn- und Wirtschaftsgebäuden aus dem 19. Jahrhundert. - Wohnstallhaus: zweigeschossig, massiv, Satteldach, profilierte Gewände, originale Portale mit Verdachung - Stall-Seitengebäude: Erdgeschoss massiv mit dreibogiger Kumthalle, Obergeschoss Fachwerk, Satteldach - Scheune: Fachwerk, Satteldach - Seitengebäude: Erdgeschoss massiv, Obergeschoss Fachwerk, Satteldach. Durch seine Authentizität beeindruckt dieser Vierseithof, er dokumentiert eindrucksvoll die Wirtschafts- und Lebensbedingungen sowie das ländliche Bauhandwerk seiner Entstehungszeit. Hieraus leitet sich seine bau- und sozialgeschichtliche Bedeutung ab. Selten sind inzwischen Kumthallen, so dass der Denkmalwert sich auch aus dem inzwischen immer seltener werdenden Baudetail ableitet. | 09208141 |

## Tabellenlegende
- Bild: Bild des Kulturdenkmals, ggf. zusätzlich mit einem Link zu weiteren Fotos des Kulturdenkmals im Medienarchiv Wikimedia Commons. Wenn man auf das Kamerasymbol klickt, können Fotos zu Kulturdenkmalen aus dieser Liste hochgeladen werden:
- Bezeichnung: Denkmalgeschützte Objekte und ggf. Bauwerksname des Kulturdenkmals
- Lage: Straßenname und Hausnummer oder Flurstücknummer des Kulturdenkmals. Die Grundsortierung der Liste erfolgt nach dieser Adresse. Der Link (Karte) führt zu verschiedenen Kartendiensten mit der Position des Kulturdenkmals. Fehlt dieser Link, wurden die Koordinaten noch nicht eingetragen. Sind diese bekannt, können sie über ein Tool mit einer Kartenansicht einfach nachgetragen werden. In dieser Kartenansicht sind Kulturdenkmale ohne Koordinaten mit einem roten bzw. orangen Marker dargestellt und können durch Verschieben auf die richtige Position in der Karte mit Koordinaten versehen werden. Kulturdenkmale ohne Bild sind an einem blauen bzw. roten Marker erkennbar.
- Datierung: Baubeginn, Fertigstellung, Datum der Erstnennung oder grobe zeitliche Einordnung entsprechend des Eintrags in der sächsischen Denkmaldatenbank
- Beschreibung: Kurzcharakteristik des Kulturdenkmals entsprechend des Eintrags in der sächsischen Denkmaldatenbank, ggf. ergänzt durch die dort nur selten veröffentlichten Erfassungstexte oder zusätzliche Informationen
- ID: Vom Landesamt für Denkmalpflege Sachsen vergebene, das Kulturdenkmal eindeutig identifizierende Objekt-Nummer. Der Link führt zum PDF-Denkmaldokument des Landesamtes für Denkmalpflege Sachsen. Bei ehemaligen Kulturdenkmalen können die Objektnummern unbekannt sein und deshalb fehlen bzw. die Links von aus der Datenbank entfernten Objektnummern ins Leere führen. Ein ggf. vorhandenes Icon  führt zu den Angaben des Kulturdenkmals bei Wikidata.